# Falarek Band
Falarek Band – polski zespół, grający muzykę oscylującą między rockiem industrialnym, noise, a post-rockiem.

## Historia
Początki grupy sięgają 1991, kiedy to trzech muzyków: perkusista Piotr „Fala” Falkowski (grający wówczas w Houk, wcześniej w Kulcie), basista Arkadiusz Antonowicz oraz gitarzysta Jarek „Smok” Smak (wówczas Post Regiment) nagrali taśmę demo w studiu Złota Skała Roberta Brylewskiego. Podczas sesji Brylewski został poproszony o zaśpiewanie w kilku utworach. Później do kwartetu dołączył grający na instrumentach klawiszowych Piotr „Samohut” Subotkiewicz (występujący wcześniej w grupach: Izrael, Kultura i Deuter). Już jako kwintet zespół, który przyjął nazwę Falarek Band (zestawienie pseudonimów założycieli: Fala i Arek) zaczął odbywać próby i od 1993 grać pojedyncze koncerty w klubach. W latach 1993–1995 muzycy nagrywali materiał na debiutancki album, który ukazał się dopiero w 1996 pt. Falarek (poprzedzał go minialbum + + + – zawierający 6 utworów, które później trafiły na album w nieco zmienionych wersjach). Po wydaniu albumu aktywność grupy zaczęła stopniowo zanikać.
W 1999 roku ich utwór znalazł się na drugiej składance Jedna rasa – ludzka rasa, firmowanej przez Stowarzyszenie „Nigdy Więcej”.

## Muzycy
- Robert Brylewski – wokal, gitara, klawisze, instrumenty perkusyjne
- Jarosław „Smok” Smak – gitara
- Arkadiusz Antonowicz – gitara basowa
- Piotr „Fala” Falkowski – perkusja, gitara, instrumenty klawiszowe
- Piotr „Samohut” Subotkiewicz – instrumenty klawiszowe

## Dyskografia
- Falarek (1996)
- + + + (EP, 1996)